# Old Tappan
Old Tappan är en kommun av typen borough i Bergen County i New Jersey. Vid 2020 års folkräkning hade Old Tappan 5 888 invånare.